# Basel II
Basel II (česky Basilej II) je druhá z Basilejských dohod, které představují doporučení pro bankovní právo a regulaci Basilejského výboru pro bankovní dohled. Byla podepsána v červnu 2004 a označuje se též jako Nová basilejská kapitálová dohoda (New Basel Capital Accord – Basel II).

## Vysvětlení
Pokrok v oblasti řízení a měření rizik, vznik nových nástrojů, globalizace finančních trhů a další faktory způsobily, že stávající metodiku propočtu kapitálové přiměřenosti obsaženou v BASEL I bylo nutné upravit, aby přesněji a komplexněji zobrazovala solventnost bank. Od roku 1999 probíhaly první přípravy pro novou basilejskou kapitálovou dohodu. V tomto roce přišel Basilejský výbor pro bankovní dohled (BCBS) s prvním konceptem úprav stávající metodiky kapitálové přiměřenosti. Složitost problému i samotných úprav a rozsah dopadu těchto úprav způsobily, že konečná verze byla prezentována až v roce 2004 s implementací (včetně zavedení do legislativy EU) v roce 2006. 

Výchozí legislativa pro tuto problematiku je směrnice Evropského parlamentu a Rady 2006/48/ES ze dne 14. června 2006 o přístupu k činnosti úvěrových institucí a o jejím výkonu, směrnice Evropského parlamentu a Rady 2006/49/ES ze dne 14. června 2006 o kapitálové přiměřenosti investičních podniků a úvěrových institucí a směrnice Komise 2007/18/ES ze dne 27. března 2007 měnící výše uvedené směrnice v oblasti zahrnutí či vyloučení institucí z oblasti působnosti směrnic a zacházení s expozicemi vůči mezinárodním rozvojovým bankám.

## Cíle
- podpora bezpečnosti a stability finančního sektoru, zlepšení konkurenceschopnosti
- kapitálové požadavky odpovídající rizikům
- zohlednění všech rizik
- uznání interních bankovních metod hodnocení rizika
- aplikace na banky po celém světě, mezinárodně jednotný systém
- posílení bankovního dohledu a trhu

### Pilíře
Jak ukazuje tento výčet, předpisy dohody BASEL II se neomezují pouze na formulaci nových povinností ohledně kapitálové přiměřenosti – nýbrž také řeší povinnosti bankovního dohledu a rozsah zveřejňovaných informací bankami. Tyto tři kapitoly dohody BASEL II společně vytvářejí princip tří pilířů:
- pilíř 1 – minimální kapitálové požadavky
- pilíř 2 – proces dohledu (aktivity bankovního dohledu)
- pilíř 3 – tržní disciplína

## Minimální kapitálové požadavky
Pilíř I BASEL se zabývá minimálními kapitálovými požadavky. Obecný vzorec základního vztahu kapitálové přiměřenosti BASEL II při porovnání s BASEL I z roku 1996 zůstává téměř nezměněný:
{\displaystyle kp={\frac {kapit{\acute {a}}l}{KP_{{\acute {U}}R}+KP_{TR}+KP_{OR}}}\geq 0{,}08}
Složky regulatorního kapitálu jsou v čitateli stejné jako v BASEL I, KPúr jsou kapitálové požadavky k úvěrovému riziku stanovená nyní propracovanějším způsobem, KPtr jsou kapitálové požadavky k tržnímu riziku počítané stejně jako v BASEL I a KPop jsou kapitálové požadavky k operačnímu riziku.
Změny BASEL II lze tedy shrnout do těchto bodů:
- Dochází k zpřesnění způsobu stanovení kapitálových požadavků vzhledem k úvěrovému riziku bankovního portfolia.
- Nově se do rizik, která musí být kryta kapitálem, zahrnuje i operační riziko banky.

Zásadní změnu lze tedy nalézt v přístupu k úvěrovému riziku bankovního portfolia, která spočívá v tom, že se přechází od hrubého stanovení rizikových vah jednotlivých položek aktiv pomocí stanovení obecného charakteru dlužníka a zavádí se přesnější vyjádření úvěrového rizika na základě individuální bonity jednotlivých subjektů.
BASEL II umožňuje stanovit kapitálové požadavky k úvěrovému riziku bankovního portfolia pomocí standardizované metody nebo použít interní rating klienta (tzv. Internal Ratings-Based Approach – IRB přístup), a to buď v základní nebo pokročilé podobě.
Kapitálové požadavky k tržnímu riziku obchodního portfolia se dle BASEL II (stejně jako dle BASEL I) stanoví buď pomocí standardizované metody nebo pomocí interních modelů – tzv. metoda Value at risk.
V BASEL II nově zavedené požadované kapitálové požadavky k operačnímu riziku se stanoví pomocí základního přístupu (Basic Indicator Approach – přístup BIA) nebo přes standardizovaný přístup (Standardised Approach) či pomocí alternativního standardizovaného přístupu (Alternative Standardised Approach – přístup ASA) či využitím pokročilých přístupů (Advanced Measurement Approach – přístup AMA).

## Aktivity bankovního dohledu
Tento pilíř definuje práva a povinnosti národních orgánů pro bankovní dohled. Orgán pro bankovní dohled je vybaven množstvím informačních práv, regulačních a sankčních pravomocí. Jedním z nejdůležitějších úkolů bankovního dohledu je kontrola spolehlivosti a budoucí účinnosti interních bankovních metod měření rizika. Dále se orgán pro bankovní dohled snaží podněcovat banky ke zdokonalování těchto metod a technik v rámci měření, řízeni a monitoringu rizika. Orgán pro bankovní dohled by však neměl fungovat jen jako dohlížitel, ale měl by také na základě dialogu s bankami jim aktivně pomáhat při vytváření odpovídajících technik řízení rizik.
Basilejský výbor pro bankovní dohled pro dohled identifikuje čtyři klíčové postupy, na kterých by měl být efektivní proces založen:
1. Banka musí mít postup pro ohodnocení své celkové kapitálové přiměřenosti vzhledem ke svému rizikovému profilu a strategii pro udržování své kapitálové úrovně.
2. Regulátor by měl přezkoumávat a evaluovat vnitřní hodnocení a strategii kapitálové přiměřenosti banky, rovněž její schopnost monitorovat a zajišťovat soulad s regulátorem stanovenou hodnotou tohoto ukazatele. Regulátor by měl učinit odpovídající opatření pokud není spokojen s výsledky tohoto procesu.
3. Regulátor by měl očekávat od bank, že budou udržovat kapitálovou přiměřenost nad minimální regulatorně stanovenou úrovní a měl by mít schopnost požadovat, aby banka zvýšila kapitálovou přiměřenost nad tuto úroveň.
4. Regulátor by se měl snažit zasahovat preventivně, aby zabránil poklesu kapitálu pod minimální úroveň požadovanou vzhledem k rizikovým charakteristikám konkrétní banky a měl by požadovat okamžitá nápravná opatření, jestliže kapitál není udržován nebo obnoven.

Z předchozích postupů lze též vyvodit, že orgán bankovního dohledu má právo požadovat kapitálový požadavek vyšší, než činí propočet banky, dojde li orgán pro bankovní dohled k názoru, že kapitálový požadavek neodpovídá jejímu rizikovému profilu. Limit kapitálové přiměřenosti 8% zůstává nadále absolutním minimem. V závislosti na rizikovém profilu banky by se však kapitálová přiměřenost měla pohybovat v určité výši nad 8 %.

## Tržní disciplína
Tržní disciplínou se rozumí zveřejňování relevantních ukazatelů rizik. Každá banka je povinna informovat a dokumentovat, jak měří své riziko, jak její rizikový profil detailně vypadá a kolik vlastního kapitálu v poměru k přijatým rizikům drží. Význam těchto informací roste s rozsáhlejším využíváním vlastních rizikových parametrů a modelů při stanovení adekvátního kapitálu. Tento pilíř BASEL II logicky doplňuje ostatní dva. Uveřejňované informace jsou však důležité nejen pro orgán pro bankovní dohled, ale také pro ostatní účastníky trhu, aby získali lepší přehled o rizikovém profilu banky, což zároveň vytváří tlak na disciplinované chování bank.